# Rihn DR-107 One Design
Rihn DR-107 One Design je americký akrobatický podomácku vyráběný letoun, navržený Danem Rihnem a poprvé vzlétnuvší v roce 1993.
Letadlo je dodáváno společností Aircraft Spruce & Specialty v Coroně, Kalifornii a to ve formě plánů a součástí pro výrobu svépomocí.
DR-107 byl určen jako nízkonákladové letadlo typizované konstrukce určené pro soutěžení a sportovní základy až po pokročilé akrobacie a to včetně soutěže 1. třídy Mezinárodního akrobatického klubu. Pro tento účel bylo schopno snášet přetížení až do ±10 g.

## Konstrukce a vývoj

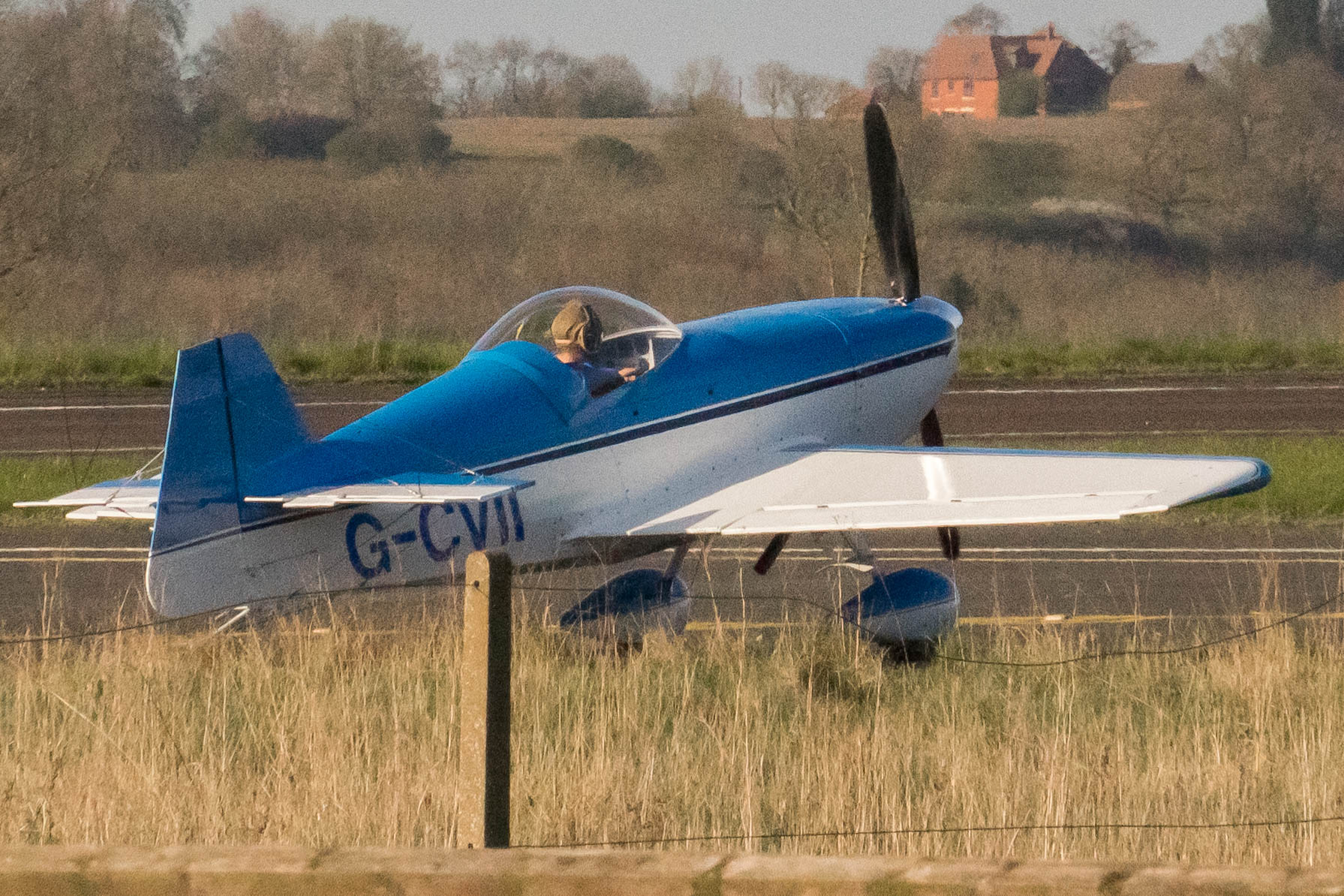
Rihn DR-107 One Design G-CVII

DR-107 je jednoplošník s křídlem uprostřed vyztuženým konzolou, jednomístným uzavřeným kokpitem, krytem kabiny ve tvaru bubliny, pevným konvenčním podvozkem s aerodynamickým krytem kol a motorem v tažném uspořádání.
Letadlo je vyrobené převážně ze dřeva a letecké tkaniny pokryté plastovým lakem. Některé díly jsou vyrobeny z oceli. Křídlo o rozpětí 5,9 m mají symetrický profil Wainfan 16% a celkovou plochu 7,019 m². Křidélka mají rozpětí téměř přes celé křídlo, což dokáže roztočit letadlo okolo podélné osy rychlostí až 360° za sekundu. Křídlo nemá vztlakové klapky. Mezi další části patří ocasní plochy vyztužené lanky a 64 cm široká kabina.
Do DR-107 je možno namontovat motory o výkonu 160 nebo 180 koňských sil (119 nebo 134 kW). Základním používaným motorem byl 180 koňový (134 kW) Lycoming O-360 modifikovaný vysokokompresními písty, převráceným olejovým systémem a vstřikováním paliva nebo 160 koňový (119 kW) motor Lycoming AEIO-320.
Letadlo má prázdnou hmotnost 340 kg a maximální celkovou hmotnost 520 kg umožňující užitečné zatížení 190 kg. S plnou 72litrovou nádrží je užitečné zatížení 134 kg.
Odhadovaná doba sestavení stavebnice z dodaných materiálů je 2000 hodin.

## Operační historie
V roce 1998 společnost oznámila, že bylo prodáno 355 stavebnic a pět letadel létalo.
V listopadu 2013 bylo ve Spojených státech registrováno u FAA Federal Aviation Administration 33 letadel včetně dalších 11 již dříve registrovaných a nyní odepsaných. V listopadu 2013 byla dvě registrovaná v Kanadě a deset ve Spojeném království Úřadem pro Civilní Letectví.

## Specifikace

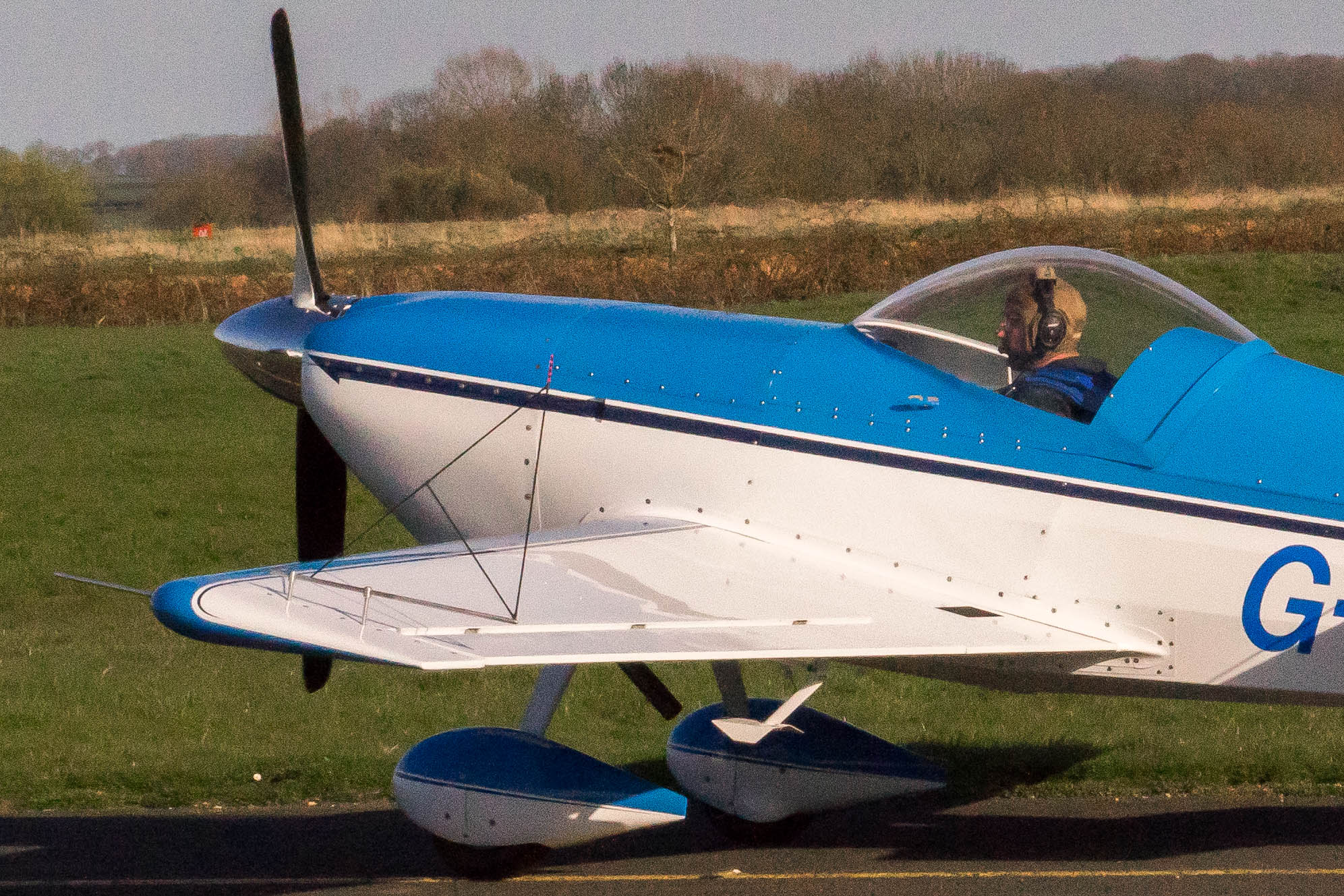
Rihn DR-107 One Design G-CVII detail

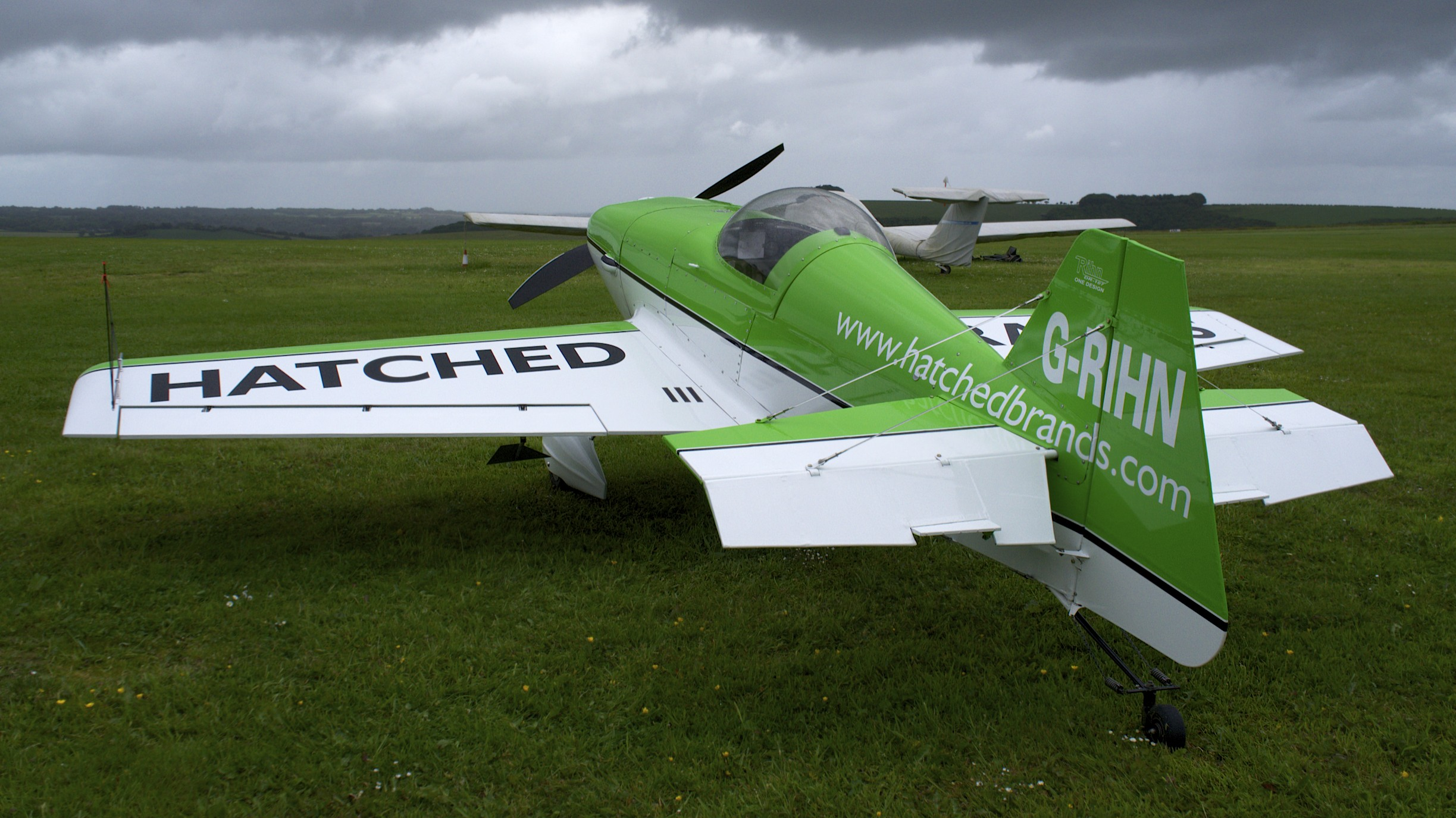
Rihn DR-107 One Design

### Technické údaje
- Posádka: 1
- Délka: 5,18 m
- Rozpětí: 5,94 m
- Plocha křídla: 7,019 m²
- Profil křídla: Wainfan 16% symmetrical
- Prázdná hmotnost: 336 kg
- Maximální hmotnost: 522 kg
- Kapacita paliva: 72 l
- Pohonná jednotka: 1 × čtyřválcový čtyřdobý vzduchem chlazený Lycoming AEIO-320 o výkonu 160 koní (120 kW)
- Vrtule: pevná dvoulistá

### Výkony
- Maximální rychlost: 296 km/h
- Cestovní rychlost: 257 km/h
- Pádová rychlost: 101 km/h
- Dolet: 604 km
- Dostup: 6706 m
- G limity: ±10 g
- Stoupavost: 10 m/s
- Plošné zatížení křídla: 74,3 kg/m²